# Giuseppe Perego (fumettista)
Giuseppe Perego (Arcore, 1º giugno 1915 – Arcore, 7 dicembre 1996) è stato un fumettista e illustratore italiano.uno dei più prolifici disegnatori italiani di fumetti disneyani tra la metà degli anni 1950 e i primissimi anni 1980; ha realizzato inoltre, soprattutto negli anni sessanta, numerose copertine per il settimanale Topolino.

## Biografia
Negli anni trenta, insieme a Carlo e Vittorio Cossio, è uno dei precursori dell'animazione in Italia oltre a collaborare come disegnatore a varie riviste di fumetti come il Corriere dei piccoli, Modellina e Scimmiottino per la casa editrice Conte. Nel dopoguerra collabora prima con la casa editrice Juventus realizzando le serie a fumetti Flattavion e Pakito, e poi con la Dardo, per la quale ideò la serie Boby, e le Edizioni Alpe, per la quale realizzò varie serie come Birba e Spacca, Kappaò, Sgraffigna, Park, Gir, Pin e Merlot o Buffalo Brill, questa una sua creazione. Segue poi una collaborazione con Il Vittorioso e Il monello dove disegnò la serie Pico Panda e Paco Serse dopo Gino Gavioli. Ha collaborato anche con l'editore Gino Casarotti disegnando storie della serie Gim Toro e Dixy Scott.
Esordì su Topolino nel 1952, nel n. 43, cominciando una lunga collaborazione con le testate Disney della Mondadori che porterà a realizzare numerose storie oltre che numerose copertine anche per gli Albi della Rosa e per i Classici di Walt Disney per i quali realizzerà le pagine di raccordo tra le diverse storie; lavorò per la Mondadori fino al 1982 realizzando quasi 1 900 storie a fumetti. Il suo maggiore collaboratore fu Gian Giacomo Dalmasso, che scrisse per lui un centinaio di storie, Guido Martina (70) e i fratelli Giampaolo e Abramo Barosso, (una quarantina).
Collabora anche con altri editori realizzando nel 1957 la serie "Poldo e Poldino - senza un soldo né un quattrino" scritta da Andrea Lavezzolo e pubblicata sul Giorno dei Ragazzi.
Morì ad Arcore il 7 dicembre 1996.